# Trạch Chiêu
Địch Chiêu (tiếng Trung: 翟釗; bính âm: Dí Zhāo) (?-393) là người cai trị cuối cùng của nước Địch Ngụy vào thời Ngũ Hồ thập lục quốc trong lịch sử Trung Quốc. Trong thời gian trị vì của mình, ông sử dụng tước hiệu "Thiên vương", gần tương đương với hoàng đế.
Phụ thân của Địch Chiêu là Địch Liêu, sau khi khởi binh chống lại Đông Tấn vào năm 386, ông đã chiếm giữ một vùng lãnh thổ gần Hoàng Hà tại tỉnh Hà Nam hiện nay. Năm 387, Địch Chiêu được cha cử đi đánh các quận Trần Lưu (陳留, nay gần tương ứng với Khai Phong, Hà Nam) và Dĩnh Xuyên (潁川, nay gần tương ứng với Hứa Xương, Hà Nam), song tướng Chu Tự (朱序) của Đông Tấn đã đẩy lùi cuộc tấn công này. Cũng trong năm đó, dưới sức ép của hoàng đế Mộ Dung Thùy của Hậu Yên, Địch Liêu trong một thời gian ngắn đã khuất phục trước Hậu Yên, song vào mùa đông năm 387 lại nổi dậy. Năm 388, Địch Chiêu lại cố hòa giải với Hậu Yên, song sau khi Mộ Dung Thùy từ chối đề nghị đám phàn, Địch Liêu đã tuyên bố lập ra nước Ngụy độc lập.
Năm 390, tướng Lưu Lao Chi (劉牢之) của Đông Tấn tấn công Địch Chiêu, lúc đó ông đang trấn thủ Quyên Thành (鄄城, nay thuộc Bộc Dương, Hà Nam), buộc Địch Chiêu phải bỏ Quyền Thành và chạy trốn đến kinh thành Hoạt Đài (滑台, nay thuộc An Dương, Hà Nam). Lưu Lao Chi sau đó cũng đánh bại Địch Liêu trên chiến trường, song đã không tiêu diệt được nước Ngụy.
Năm 391, Địch Liêu qua đời, và Địch Chiêu lên kế vị và trở thành Thiên vương. Địch Chiêu ngay sau đó đã cố gắng tấn công Nghiệp Thành của Hậu Yên, song đã bị con trai của Mộ Dung Thùy là Mộ Dung Nông (慕容農) đẩy lui.
Năm 392, Mộ Dung Thùy đích thân dẫn quân đi đánh Địch Chiêu, tiến về kinh thành Hoạt Đài của Ngụy. Địch Chiêu đã cầu cứu viện trợ từ hoàng đế Mộ Dung Vĩnh của Tây Yên, song Mộ Dung Vĩnh lại tin rằng Địch Chiêu có thể đương đầu với Hậu Yên mà không cần viện trợ nên đã từ chối. Mộ Dung Thùy sau đó đã giả vờ làm bè để vượt qua Hoàng Hà, còn Địch Chiêu đã cố gắng tấn công đội tàu nhỏ của Hậu Yên, trong khi đó, tướng Mộ Dung Chân (慕容鎮) đã vượt sông ở một địa điểm khác và lập trại. Địch Chiêu đã cố gắng đánh cả hai nơi này song quân của ông đã kiệt sức và hoàn toàn suy sụp. Địch Chiêu tự mình chạy trốn đến Tây Yên. Năm 393, ông cố tiến hành chính biến chống lại Mộ Dung Vĩnh song thất bại và bị giết chết.